# Louis Pazat
Pour les articles homonymes, voir Pazat.
Louis Pazat est un homme politique français né le 8 février 1839 à Mont-de-Marsan (Landes) et décédé le 8 mai 1897 à Mascaraas-Haron (Pyrénées-Atlantiques).
Avocat, il est maire de Mont-de-Marsan. Il se présente en 1876 à la députation comme républicain mais avec le soutien de la presse conservatrice et du Comité national conservateur. Il échoue et se représente en 1877 sans plus de succès. Il est ensuite sénateur des Landes de 1888 à 1897, siégeant à gauche. Il est secrétaire du Sénat en 1895.

## Sources
- « Louis Pazat », dans Adolphe Robert et Gaston Cougny, Dictionnaire des parlementaires français, Edgar Bourloton, 1889-1891 [détail de l’édition]
- « Louis Pazat », dans le Dictionnaire des parlementaires français (1889-1940), sous la direction de Jean Jolly, PUF, 1960 [détail de l’édition]